# Kungariket Afghanistan
Kungariket Afghanistan (Pashto: د افغانستان واکمنان, Dari: پادشاهي افغانستان) var en monarki i södra Centralasien som bildades år 1926 efter att Emiratet Afghanistan upphöjts till kungadöme sedan emir Amanullah Khan antagit titeln kung (shah). Den afghanska monarkin regerades ända sedan 1826 med enstaka undantag genomgående av huset Barakzai och avskaffades helt till följd av statskuppen år 1973.

## Historia

### Reformer och uppror
Amanullah Khan, Afghanistans monark sedan år 1919, drev under sin regeringstid igenom omfattande moderniseringsreformer i Afghanistan inklusive skolor för både pojkar och flickor, avskaffande av de strikta traditionella klädkoderna för kvinnor, en ny författning och intensifierad handel med både Europa och andra delar av Asien. Detta orsakade en motreaktion bland landets konservativa, särskilt traditionalistiska ledare bland klanerna på landsbygden, som tidvis utmynnade i uppror. Vid ett sådant uppror år 1927 tvingades Amanullah Khan abdikera till förmån för sin bror Inayatullah Khan som endast hann sitta på tronen i tre dagar innan den tadzjikiske klanledaren Habibullah Kalakâni grep makten och utropade sig till emir. Som del av dennes reformfientliga politik avskaffades bland annat utbildning för kvinnor.
Efter 10 månader återvände Amanullah Khans farbror och krigsminister, Mohammed Nadir, från exil i Brittiska Indien. Hans brittiskstödda arméer plundrade Kabul och tvingade Habibullah Kalakani att förhandla om vapenstillestånd. Istället lät de gripa och hänga Kalakani och andra upprorsledare. Därefter tog Mohammed Nadir över makten och utropade sig till kung av Afghanistan i oktober 1929. Han återupptog Amanullah Khans reformpolitik och efterträddes vid sin död 8 november 1933 av sin son Mohammed Zahir Shah.

### Mohammed Zahir Shahs regeringstid
Under Mohammed Zahir Shah ökade landets kontakter med omvärlden dramatiskt. Afghanistan inträdde i Nationernas förbund 27 september 1934 och förhöll sig både alliansfritt och neutralt under andra världskriget. Reformerna fortskred under landets premiärminister, kungens kusin, Mohammed Daoud Khan. Bland annat satsades det på moderna industrier och utbildningsväsendet. Afghanistan sökte även goda relationer med omvärlden, främst med Sovjetunionen, Storbritannien och USA.
År 1964 ratificerades en ny författning skriven av afghaner utbildade utomlands på uppdrag av kungen. Den nya författningen som fastslog ett mer parlamentariskt statsskick med en form av konstitutionell monarki, dock med fortsatt kungligt inflytande i politiken. Ett tvåkammarsystem infördes och kvinnors lika rättigheter och rösträtt fastslogs. Men den verkställande makten gavs en fortsatt dominant roll vilket banade väg för ständiga konflikter mellan regeringen, och därmed kungahuset, och den folkvalda församlingen. Nya lagar och reformer fördröjdes eller urholkades när de två sidorna ständigt hamnade i dödläge.
17 juli 1973, medan kung Mohammed Zahir Shah befann sig i Europa, genomförde Mohammed Daoud Khan en statskupp och grep själv makten. Monarkin avskaffades och Daoud Khan lät bilda Republiken Afghanistan.

## Ekonomi
Kungariket Afghanistan var i huvudsak en jordbruksekonomi och det var även i jordbruket som den absoluta majoriteten av befolkningen var sysselsatt. Industrialiseringen medförde dock en rad stora projekt finansierade av utlandet. Under 1950-talet konstruerade det amerikanska byggföretaget Morrison-Knudsen även Kajakidammen i Helmandfloden och Arghandabdammen i angränsande Kandahar vilket resulterade i ett av världens största ökenbevattningsprojekt. Kabuls internationella flygplats byggdes med sovjetiska medel under 1960-talet och banade väg för ökad turism till landet.

### Fotnoter
1. ↑  ”AMĀNALLĀH”. Encyclopædia Iranica (Online Edition). http://www.iranicaonline.org/articles/amanallah-1892-1961-ruler-of-afghanistan-1919-29-first-with-the-title-of-amir-and-from-1926-on-with-that-of-shah. Läst 26 juni 2013.
2. ↑  ”Embassy of Afghanistan in Tokyo”. Arkiverad från originalet den 3 mars 2016. https://web.archive.org/web/20160303174128/http://www.afghanembassyjp.org/en/life/?pn=20. Läst 25 juni 2013.
3. ↑  Dupree, Louis: "Afghanistan", s. 459. Princeton University Press, 1973
4. ↑  Adamec, Ludwig W. (2011). Historical Dictionary of Afghanistan. Scarecrow Press. sid. 183. ISBN 0-8108-7957-3. http://books.google.com/books?id=tp5IrLhWbTkC&lpg=PP1&pg=PA183#v=onepage&q&f=false. Läst 28 augusti 2012
5. ↑  ”History of Afghanistan”. History of Afghanistan. Arkiverad från originalet den 14 september 2015. https://web.archive.org/web/20150914163823/http://history.howstuffworks.com/asian-history/history-of-afghanistan.htm/printable. Läst 20 mars 2009.
6. ↑  Rubin, Barnett. ”DĀWŪD KHAN”. i Ehsan Yarshater. Encyclopædia Iranica (Online Edition). USA: Columbia University. http://www.iranica.com/newsite/articles/v7f2/v7f246.html. Läst Januari 2008. Arkiverad 25 december 2018 hämtat från the Wayback Machine.
7. 1 2  Newell, Richard S. (1997). ”The Constitutional Period, 1964-73”. Afghanistan : a country study / Federal Research Division, Library of Congress. ISBN 1579807445
8. ↑  1970 Farm Economic Survey: Helmand and Arghandab Valleys of Afghanistan G.P. Owens, USAID/Universityu of Wyoming Contract Team, published 1971-12-15
9. ↑  https://www.fbo.gov/index?s=opportunity&mode=form&tab=core&id=c7152e5eb3ecc00e169e31c723038a9b
10. ↑  ”Kajakai Hydroelectric Project  Condition Assessment  Dam Safety Assessment Repor”. Amherst, New York: Acres International Corporatio. 1 april 2004. Arkiverad från originalet den 8 februari 2012. https://web.archive.org/web/20120208090246/http://www.afghaneic.org/library/provinces/helmand/reference%20list/hydro/DSA%20Total%20Report.pdf. Läst 7 februari 2012.